# Vesëlaja karusel'
Vesëlaja karusel' (in russo Весёлая карусель?, lett. La giostra allegra) è un contenitore di brevi cartoni animati realizzato dal 1969 con cadenza annuale dallo studio di animazione Sojuzmul'tfil'm.
Nel primo numero erano presenti quattro cartoni animati: Mozajka, Antoška, Rassejannyj Džovanni e l'episodio pilota della serie Nu, pogodi!.